# Clúster Audiovisual de Catalunya
El Clúster Audiovisual de Catalunya és una agrupació d'empreses i institucions del sector audiovisual i multimèdia que pretén connectar i participar de la creació d'una xarxa que connecti tot el sector audiovisual entre si, i també amb el sector econòmic i institucional, per això mateix manté acords de col·laboració amb diverses institucions econòmiques i industrials, universitats, centres de recerca i associacions i col·legis professionals.
Està format per empreses de producció, serveis de producció, postproducció, VFX, distribució, exhibició, operadors de ràdio i televisió, TIC Audiovisual, telecomunicació, fotografia, realitat virtual, videojocs i publicitat. També el formen universitats i entitats del sector.
Va ser fundat el 2013, arrel d'una trobada d'empreses i institucions del sector davant de les preocupacions de la crisi econòmica mundial del moment. Les activitats de l'agrupació consisteixen en assemblees, programes de debat, tallers i conferències. Un dels esdeveniments principals que planteja el Clúster Audiovisual de Catalunya és "La Setmana del Talent Audiovisual"
El president de l'agrupació és el Miquel Rutllant, membre de l'empresa d'audiovisuals Lavinia. El principal òrgan de govern és l'assemblea de socis, que es reuneix de forma ordinària dos cops l'any. De l'assemblea en depèn la junta directiva, que es reuneix ordinàriament cada dos mesos.